# Vai (Crète)
Pour les articles homonymes, voir Vai.

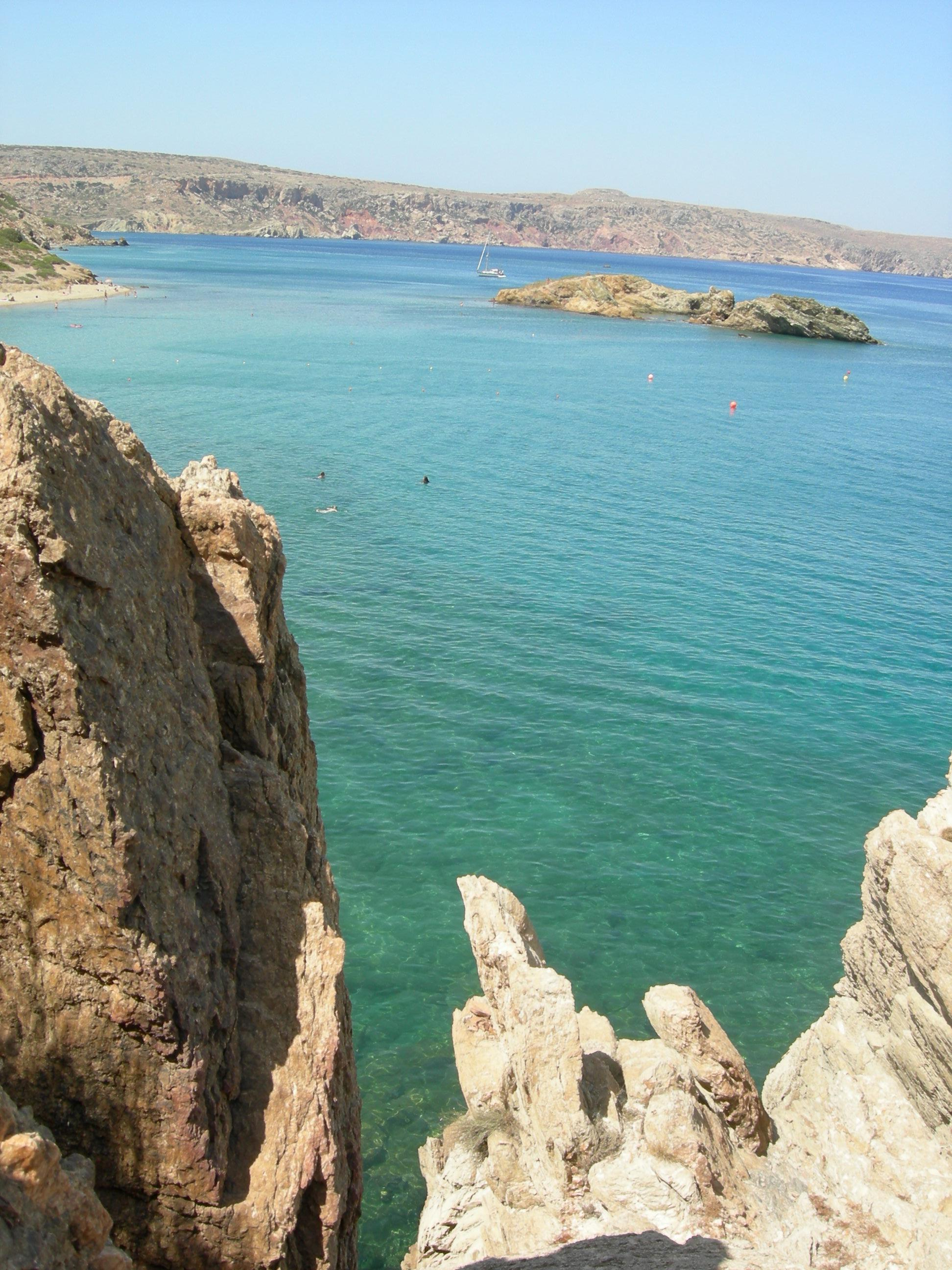
Vue depuis les falaises près de la plage aux palmiers.

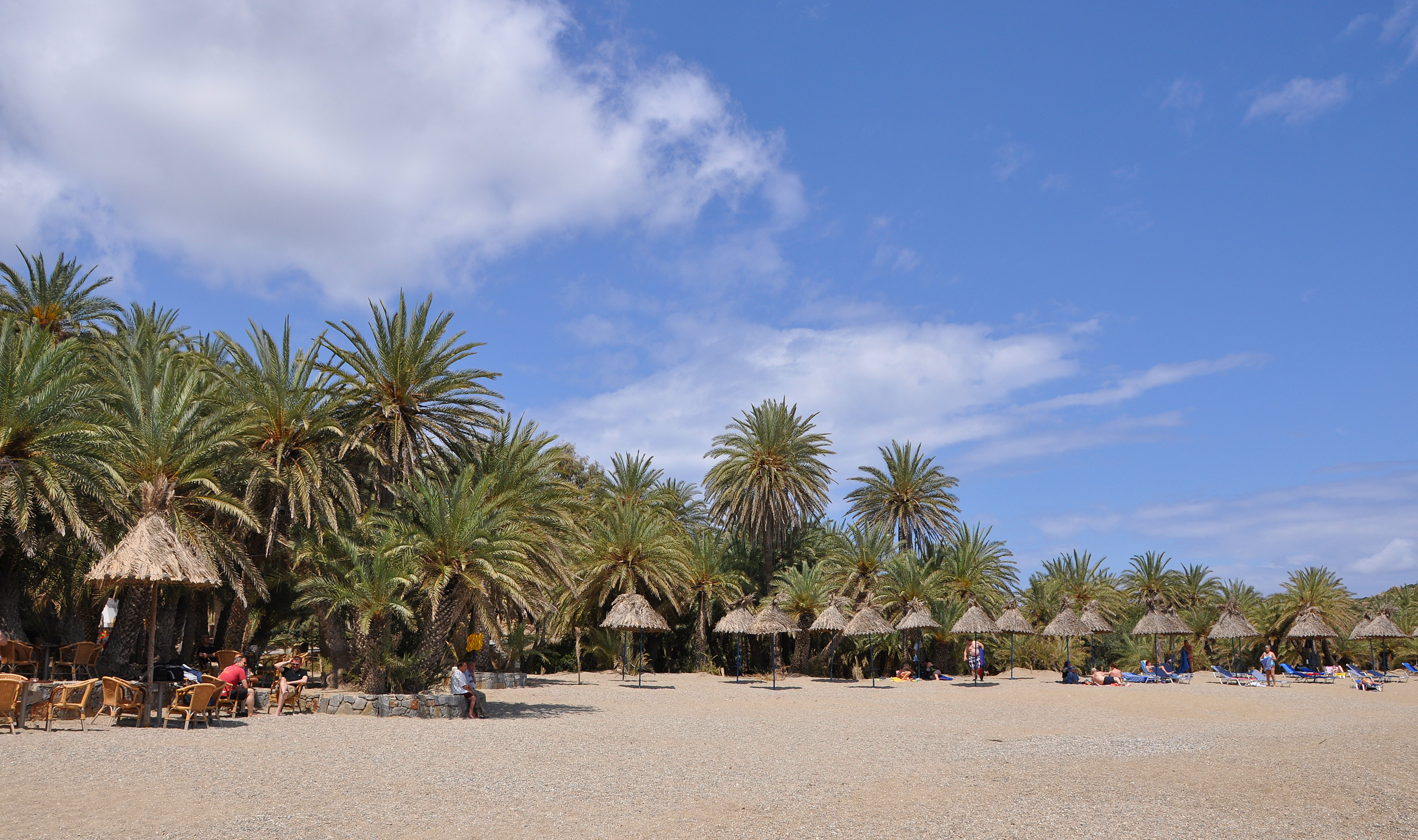
La plage aux palmiers.

Vai (grec moderne : Βάι) est une palmeraie de Crète (région d'Itanos), située à 28 km à l'est de Sitia.

## Présentation
La plage de Vai, de sable fin, est bordée d'une forêt de palmiers (Phoenix Theophrastii).
On raconte que cette forêt a été plantée par des soldats égyptiens lors de la guerre opposant Itanos à Praisos au IIIe siècle av. J.-C. Selon une autre légende très tenace, les palmiers auraient été importés en Crète en l'an 824 par les Arabes. En réalité, les palmiers de Vai constituent les derniers vestiges des palmeraies naturelles qui, au IIe millénaire av. J.-C. existaitent partout dans les zones côtières de l'île, comme l'attestent de nombreuses œuvres d'art représentant des paysages de la période minoenne.  

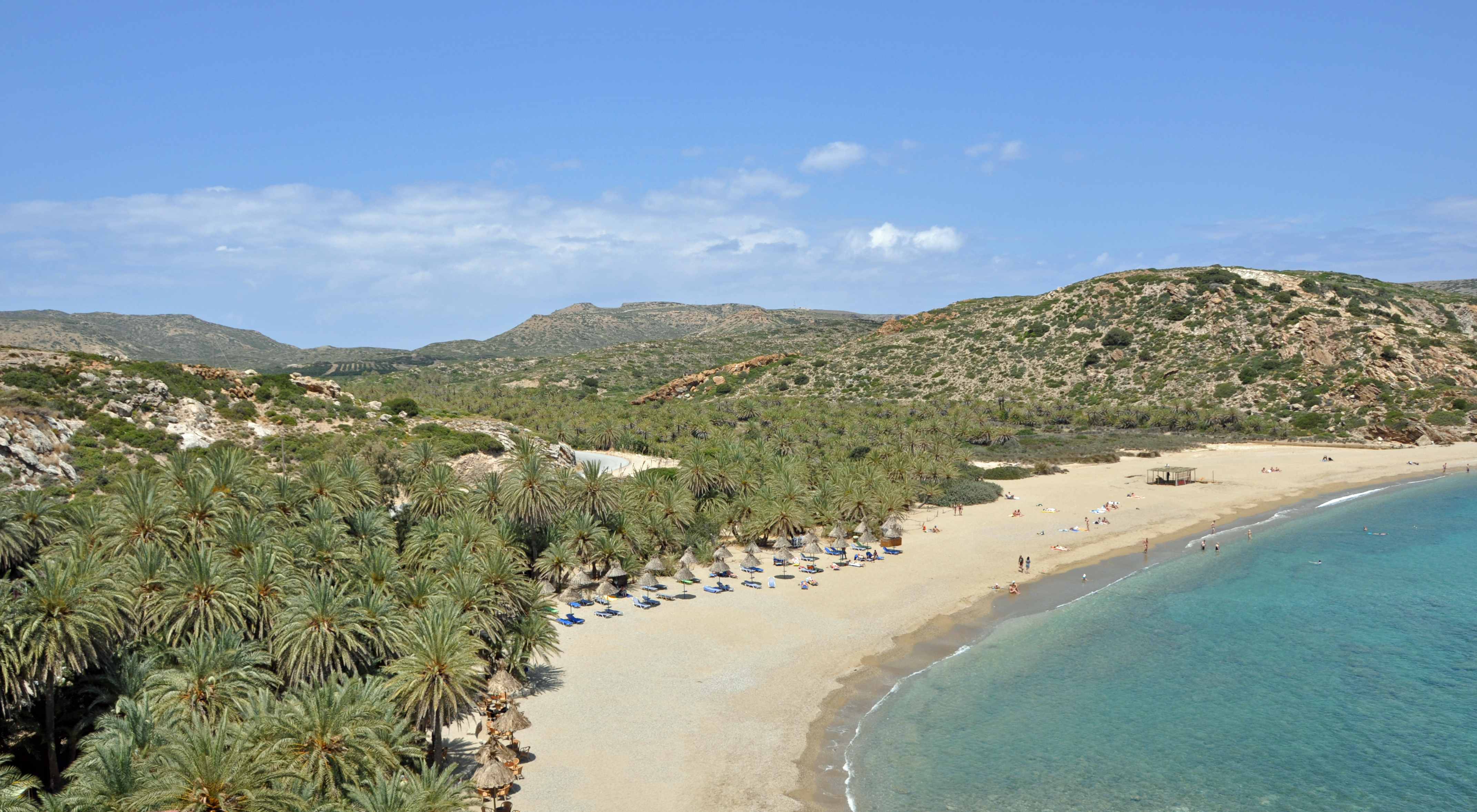
La plage et les palmiers
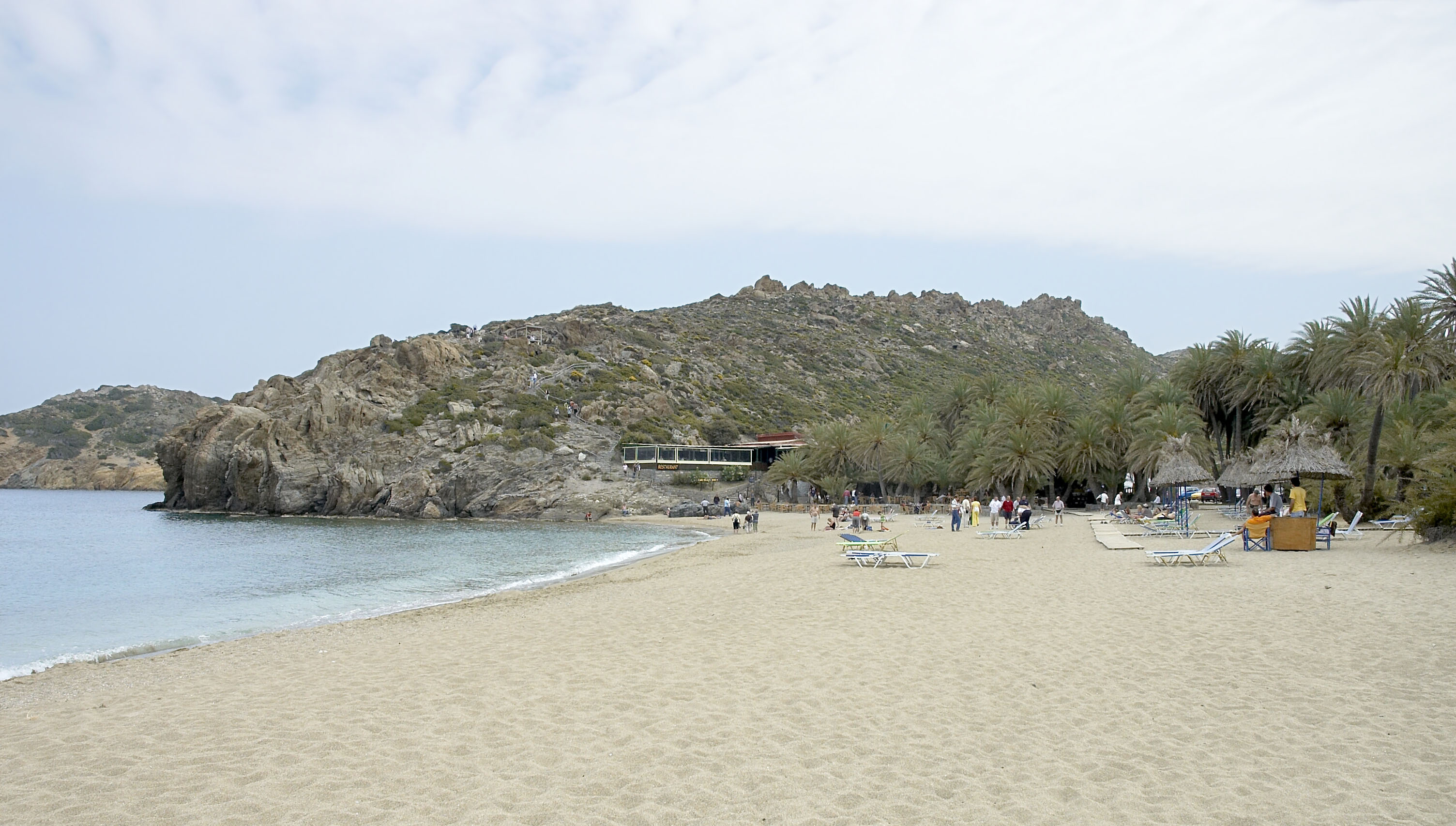
Autre vue
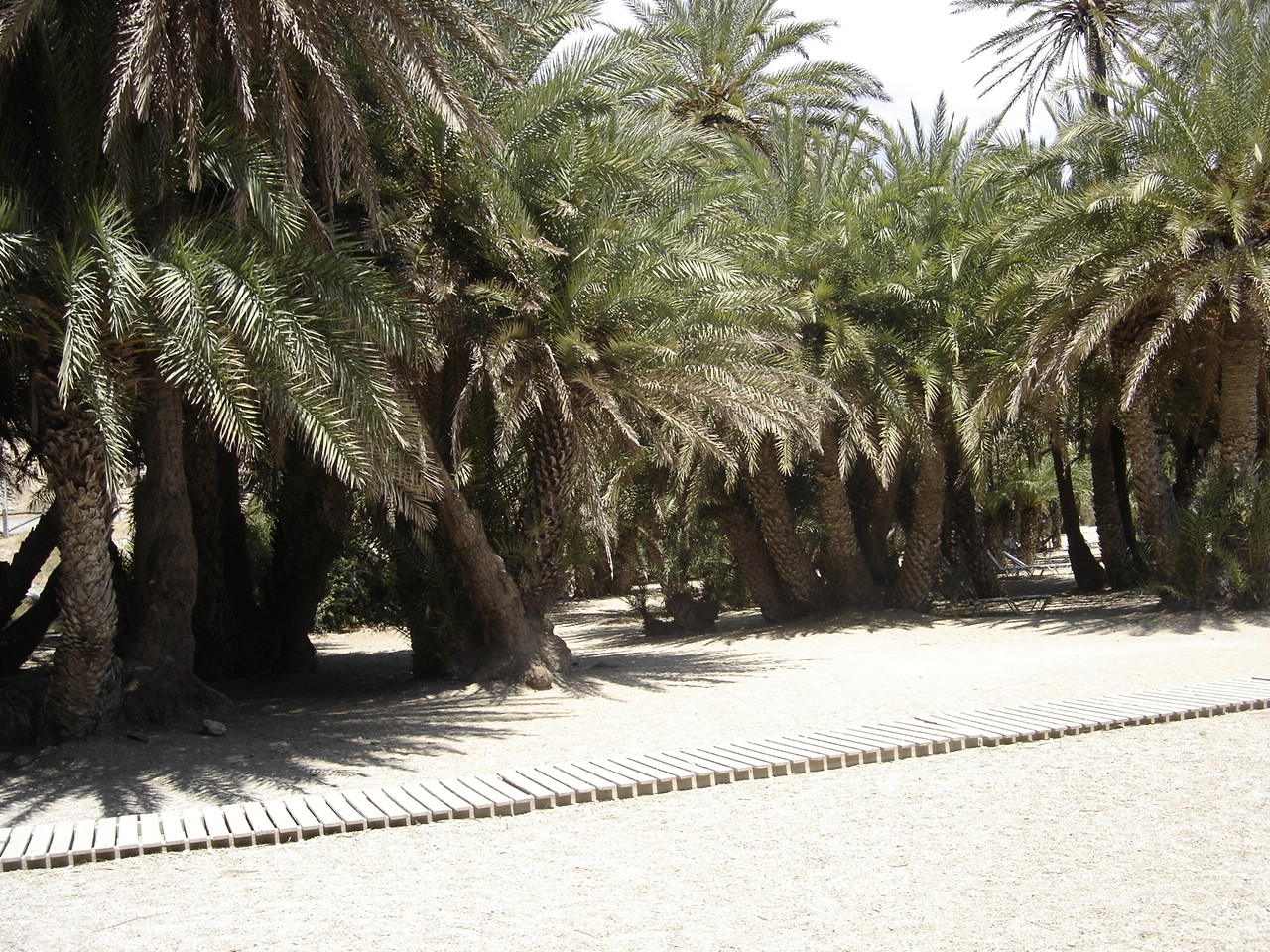
Palmeraie